# Zákon o přečinech
Zákon o přečinech (č. 150/1969 Sb.) byl zákon, který v Československu upravoval přečiny.

## Obsah
Zákon o přečinech se skládal ze čtyř částí a obsahoval 17 paragrafů.
- Část prvá - Obecná ustanovení
- Část druhá - Zvláštní ustanovení
- Část třetí - Společná ustanovení
- Část čtvrtá - Přechodná a závěrečná ustanovení

## Derogace
Zákon o přečinech zrušoval zákon o místních lidových soudech (č. 38/1961 Sb.) a zákon, kterým se upravuje postih provinění a přestupků osob opětovně se dopouštějících výtržnictví, násilností a příživnictví.
Zákon o přečinech byl zrušen zákonem, kterým se mění a doplňuje trestní zákon (č. 175/1990 Sb.).